# موسیقیدانان نابینا

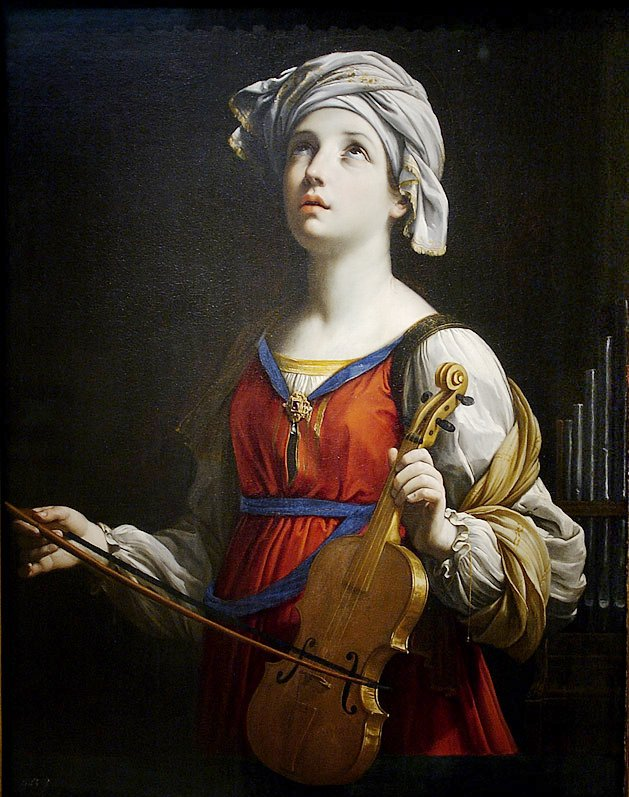
سنت سسیلیا اثر گیدو رنی، ۱۶۰۶

موسیقیدانان نابینا خوانندگان یا نوازندگان یا در بعضی موارد خواننده-همراه هستند که قانوناً نابینا هستند.

## تصویر

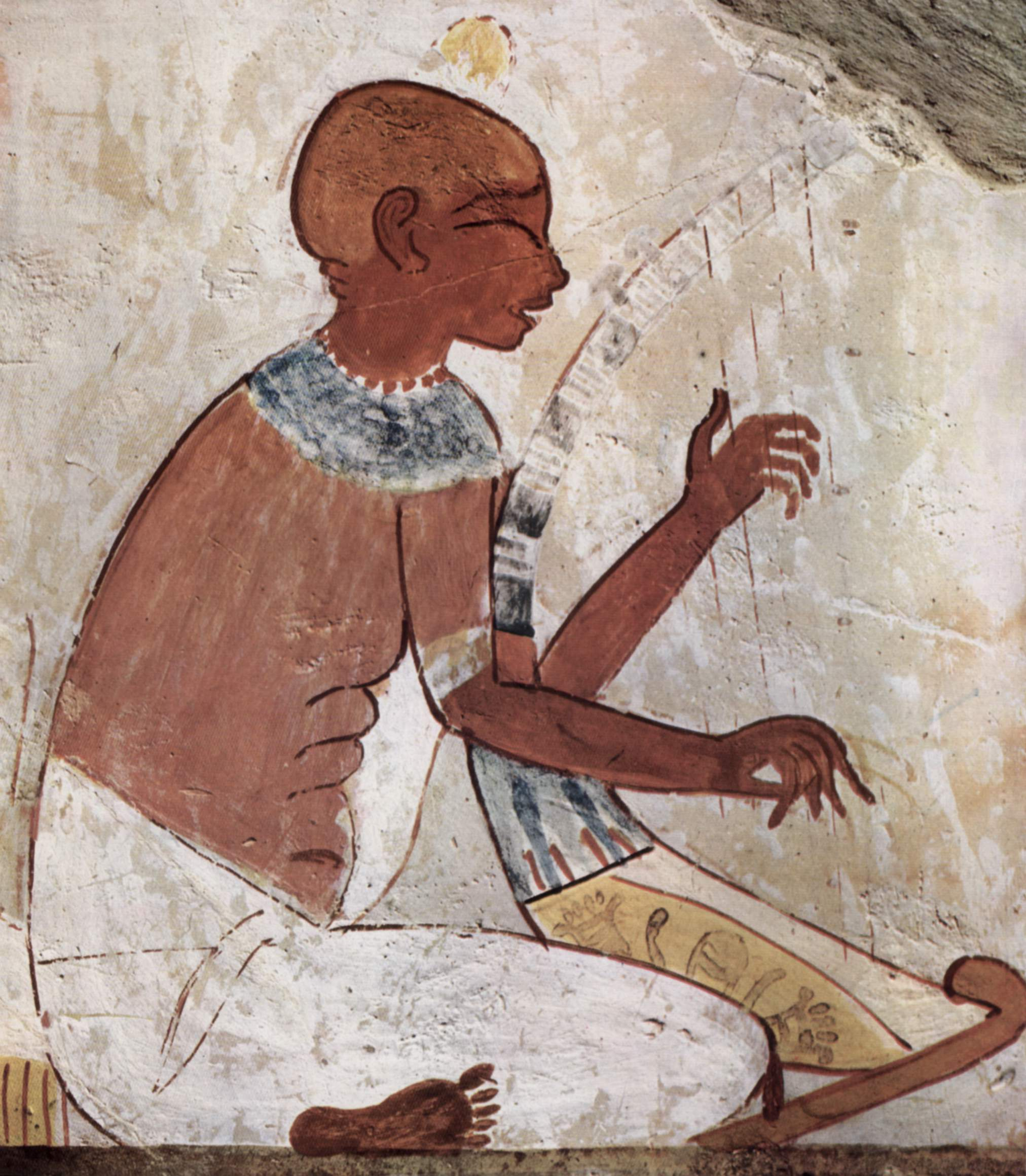
چنگ‌نواز تابینا، از نقاشی‌های دیواری سلسله هجدهم مصر، قرن ۱۵ قبل از میلاد

تصویر موسیقیدانان نابینا یکی از نشانه‌های مهم فرهنگی در بسیاری از فرهنگ‌ها است، حتی در مواردی که تأثیر نابینایان بر موسیقی محدود بوده‌است. به عنوان مثال، ایدهٔ هومر، شاعر نابینا، در سنت غربی وجود طولانی دارد، حتی اگر ریشهٔ آن در حقیقت نامشخص باشد. کاهن و موسیقیدان دوره‌گرد بریتون، کیان گونهان افسانه‌ای مربوط به قرن ششم در بریتانیا است. او در حالی که زندانی است و چشم‌هایش به علت نپذیرفتن مسیحیت از حدقه و در حالی که با آواز می‌گوید که از مرگ نمی‌ترسد تصویر شده‌است.
آلبرت لرد در کتاب خود خوانندگان قصه‌ها می‌نویسد که در یوگسلاوی داستان‌های بسیاری از نوازندگان نابینا را پیدا کرده‌است، اما در میان نوازندگان امروزی تعداد کمی نابینا بودند. ناتالی کونوننکو تجربه مشابهی را در ترکیه دارد، اگرچه فقط یکی از نوازندگان ترکیه‌ای با استعداد بزرگ، عاشیق ویزل، حقیقتاً نابینا بود. محبوبیت ایدهٔ نوازندهٔ نابینا منبع الهام چندین هنرمند بوده‌است. جان سینگر سارجنت اثری را در سال ۱۹۱۲ را بر اساس این موضوع نقاشی کرد، و ژرژ دو لا تور یک مجموعهٔ کامل از نقاشی‌ها را به موسیقی دانان نابینا اختصاص داده‌است.
گرچه ممکن است ایده نوازندگان نابینا از واقعیت آنها رواج بیشتری داشته باشد، اما همچنان این امر که در بسیاری از نقاط تاریخ و در بسیاری از فرهنگ‌های مختلف، نوازندگان نابینا، به صورت فردی یا گروهی، سهم مهمی در رشد موسیقی داشته‌اند، صادق است.
نوازندگان نابینا در حرم‌سراهای مسلمانان نیز برای سرگرم صاحب حرم و همسران او به کار گرفته می‌شدند.
رابرت آنسون هاین‌لاین در فیلم " تپه‌های سبز زمین " از مضمون "دوره‌گرد نابینا استفاده کرد.